# Библиотека и Архив Канады
Библиотека и Архив Канады (англ. Library and Archives Canada, фр. Bibliothèque et Archives Canada) — федеральный государственный департамент Канады, ответственный за сбор и сохранение документального наследия этой страны, текстов, изображений и иных документов, относящихся к истории, культуре и политике Канады. Одна из крупнейших библиотек мира. Учреждение находится в Оттаве; его директор состоит в ранге заместителя министра и носит звание Библиотекаря и Архивариуса Канады (англ. Librarian and Archivist of Canada).
Департамент был создан парламентом Канады в 2004 году и объединил в себе Национальный архив Канады (создан в 1872 году как Государственный архив Канады, переименован в 1987) и Национальную библиотеку Канады (создана в 1953). После слияния в нём работает чуть больше 1100 служащих. В настоящее время его деятельность регулируется Актом о Библиотеке и Архиве Канады.

## Материалы
Архивные и библиотечные материалы поступают от государственных учреждений, национальных сообществ и организаций, частных дарителей, а также благодаря системе обязательных экземпляров.
При пополнении коллекций библиотеку прежде всего интересуют материалы, связанные с историей и культурой Канады. Здесь хранятся журналы коренного населения, альбомы, скрап-альбомы, архитектурные эскизы, артефакты, произведения искусства, детская литература, журналы комиксов, газеты, периодические издания, электронные публикации и записи, бульварная литература, информационные бюллетени этнических сообществ, издания кратковременного пользования, беллетристика и документальная литература, фильмы, правительственные публикации, документы и веб-сайты, еврейские источники, иудаика, документы школ-интернатов для индейцев, дневники и личные журналы, книги художника, рукописи, глобусы, карты, микрофильмы, фотографии, стихи, портреты, раритетные книги, музыкальные партитуры, альбомы для рисования, аудио- и видеозаписи, марки, текстовые архивы, трактаты и диссертации, торговые каталоги.

## Здание Библиотеки и Архива Канады

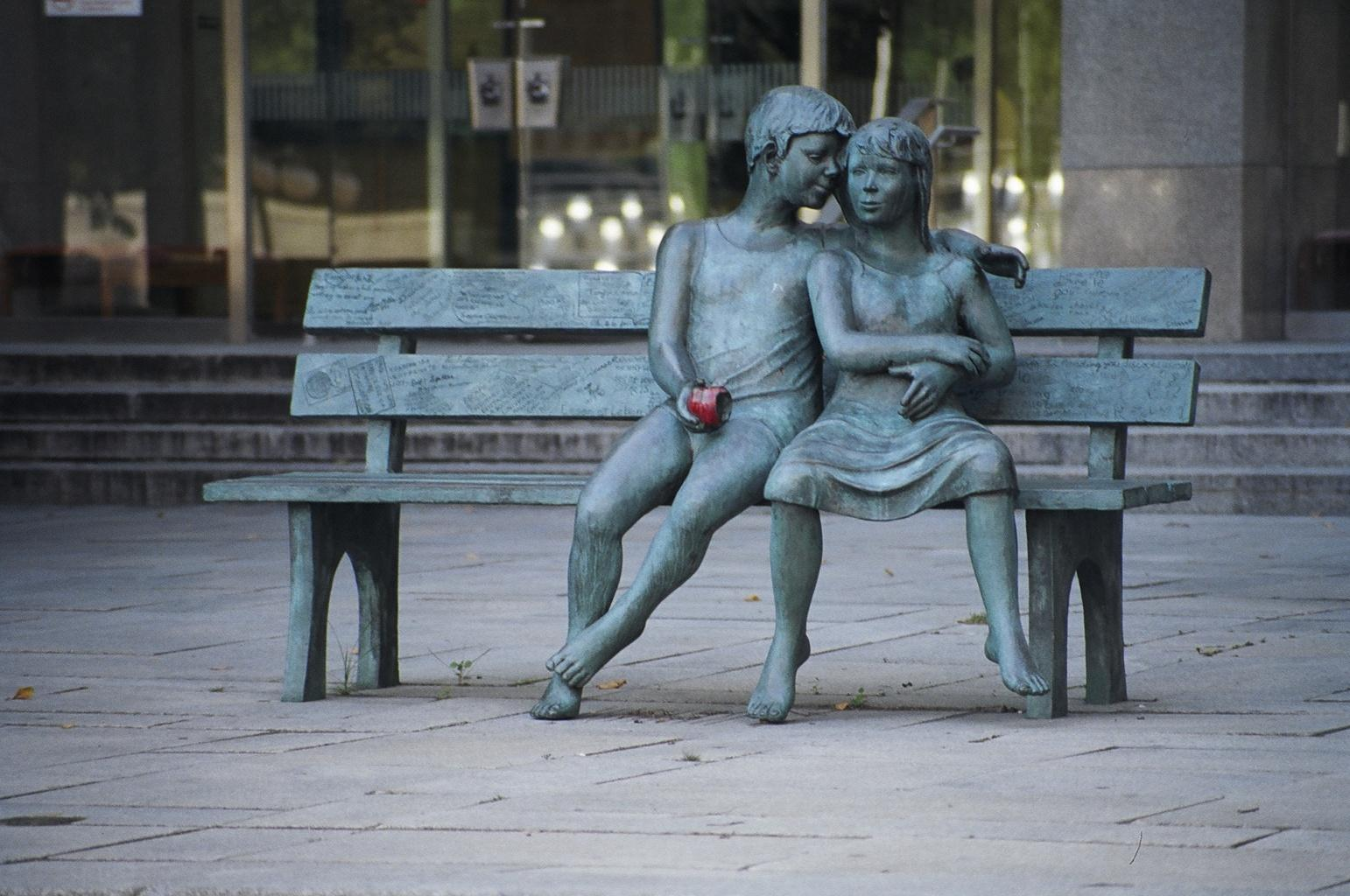
Перед зданием находится скульптура «Тайная скамья знания» работы Леи Виво.

Здание, в котором размещается департамент, находится по адресу: 395, Веллингтон-стрит, Оттава, Онтарио, рядом с другими важными зданиями, такими как, например, Парламентский холм и Верховный суд Канады. Строительство здания обошлось в 13 млн канадских долларов, оно занимает пять этажей и 52 600 м². Когда библиотека была открыта премьер-министром Лестером Пирсоном, её собрание насчитывало 400 000 томов; сейчас это число превышает 18 миллионов. В настоящее время здание объявлено историческим наследием.
Административные корпуса, в том числе отделы, ведающие поступлениями (дарениями, покупками и обязательными экземплярами), каталогизацией, ISBN нумерацией, сохранением материалов и другими направлениями, давно уже протянулись от главного здания по Веллингтон-стрит и прилегающим улицам. Начиная с осени 2004 года, 600 или 700 сотрудников, работавших в этих зданиях, постепенно переехали в новый комплекс через дорогу от Центра сохранения в Гатино.

## Центр сохранения в Гатино

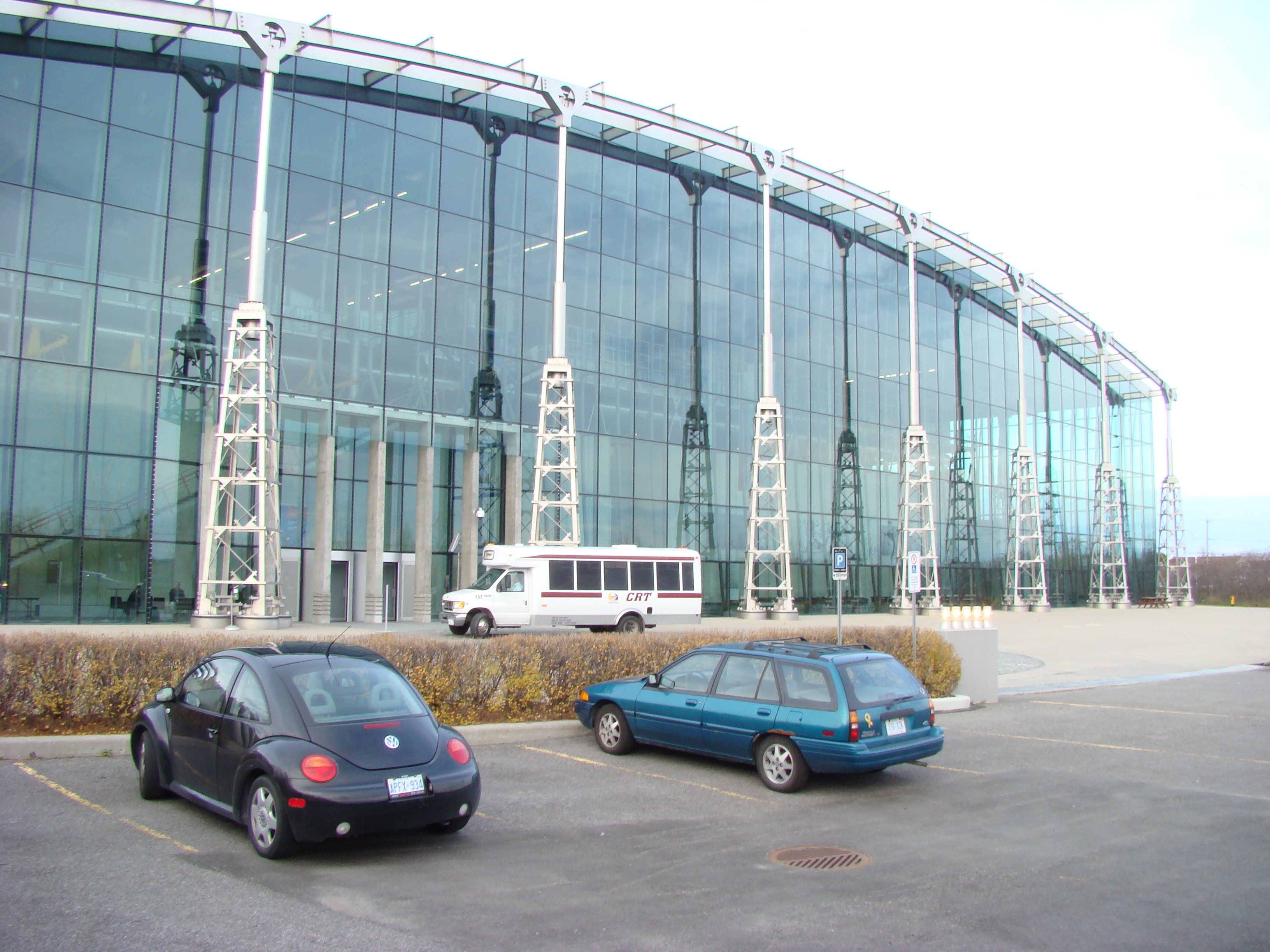
Центр сохранения

После долгих лет проектирования 4 июня 1997 года в Гатино (Квебек) был открыт Центр сохранения (англ. LAC Preservation Centre). Это масштабное здание, напоминающее ангар; снаружи его стены сделаны из стекла, а внутри — из непрозрачного цемента. Внутри него находятся хранилища особой конструкции, в которых содержатся некоторые наиболее хрупкие документы. Эти хранилища занимают три этажа, и в них нет окон; верхний этаж отведён под офисы и лаборатории. Центр сохранения находится примерно в 12 километрах на северо-восток от центра Оттавы, по адресу: 625, бульвар дю Карфур, Гатино, Квебек.
В 2000 году здание Центра сохранения было названо Королевским Архитектурным институтом Канады в числе 500 лучших зданий, созданных в Канаде за последнее тысячелетие.

## Список руководителей

### Народные Библиотекари
- 1953—1967 Уильям Кей Лэм
- 1968—1983 Ги Сильвестр
- 1984—1999 Марианна Скотт
- 1999—2004 Рок Кэрриер

### Народные Архивариусы
- 1872—1902 Дуглас Бримнер
- 1904—1935 сэр Артур Джордж Дафти (его статуя установлена на северной стороне здания Библиотеки и Архива)
- 1937—1948 Гюстав Ланктот
- 1948—1968 Уильям Кей Лэм
- 1969—1985 Уилфред Смит
- 1985—1997 Жан-Пьер Валло
- 1997—2004 Йен Уилсон

### Библиотекари и архивариусы Канады
- 2004—2009 Йен Уилсон
- С 2009 по настоящее время Даниэль Карон